# Сокет (программный интерфейс)
Со́кет (англ. socket — разъём) — название программного интерфейса для обеспечения обмена данными между процессами. Процессы при таком обмене могут исполняться как на одной ЭВМ, так и на различных ЭВМ, связанных между собой только сетью. Сокет — абстрактный объект, представляющий конечную точку соединения.
Следует различать клиентские и серверные сокеты. Клиентские сокеты грубо можно сравнить с конечными аппаратами телефонной сети, а серверные — с коммутаторами. Клиентское приложение (например, браузер) использует только клиентские сокеты, а серверное (например, веб-сервер, которому браузер посылает запросы) — как клиентские, так и серверные сокеты.
Интерфейс сокетов впервые появился в BSD Unix. Программный интерфейс сокетов описан в стандарте POSIX.1 и в той или иной мере поддерживается всеми современными операционными системами.

## Принципы сокетов
Для взаимодействия между машинами с помощью стека протоколов TCP/IP используются адреса и порты. Адрес представляет собой 32-битную структуру для протокола IPv4, 128-битную для IPv6. Номер порта — целое число в диапазоне от 0 до 65535 (для протокола TCP).
Эта пара определяет сокет («гнездо», соответствующее адресу и порту).
В процессе обмена, как правило, используется два сокета — сокет отправителя и сокет получателя. Например, при обращении к серверу на HTTP-порт сокет будет выглядеть так: 194.106.118.30:80, а ответ будет поступать на mmm.nnn.ppp.qqq:xxxxx.
Каждый процесс может создать «слушающий» сокет (серверный сокет) и привязать его к какому-нибудь порту операционной системы (в UNIX непривилегированные процессы не могут использовать порты меньше 1024).
Слушающий процесс обычно находится в цикле ожидания, то есть просыпается при появлении нового соединения. При этом сохраняется возможность проверить наличие соединений на данный момент, установить тайм-аут для операции и т. д.
Каждый сокет имеет свой адрес. ОС семейства UNIX могут поддерживать много типов адресов, но обязательными являются INET-адрес и UNIX-адрес. Если привязать сокет к UNIX-адресу, то будет создан специальный файл (файл сокета) по заданному пути, через который смогут сообщаться любые локальные процессы путём чтения/записи из него (см. сокет домена Unix). Сокеты типа INET доступны из сети и требуют выделения номера порта.
Обычно клиент явно «подсоединяется» к слушателю, после чего любое чтение или запись через его файловый дескриптор будут передавать данные между ним и сервером.